# Zlatá Olešnice u Tanvaldu
Zlatá Olešnice (deutsch Woleschnitz) ist eine Gemeinde in Tschechien. Sie liegt fünf Kilometer südöstlich von Tanvald im Isergebirge und gehört zum Okres Jablonec nad Nisou.

## Geographie
Das Dorf erstreckt sich im Südosten des Isergebirges im Tal des Baches Zlatník vom Berg Rejdický kopec nach Süden.
Nachbarorte sind Český Šumburk, Příchovice und Rejdice im Norden, Počátky im Nordosten, Sklenařice im Osten, Vysoké nad Jizerou im Südosten, Počátky und Stanový im Süden, Lhotka im Südwesten, Haratice, Bohdalovice und Velké Hamry im Westen sowie Tanvald im Nordwesten.

## Geschichte
Die ältesten Berichte über die slawische Ansiedlung gehen bis ins Jahre 1033 zurück, als die erste christliche Kirche errichtet wurde. Die den Aposteln Kyrill und Method geweihte Kirche soll an dem von Semily über Bozkov führenden alten Steig am linken Ufer des Zlatník gestanden haben.
Urkundlich lässt sich das Dorf seit 1384 nachweisen.
Zlatá Olešnice war zweigeteilt; der obere Ortsteil gehörte zur Herrschaft Nawarow, während der andere, den größten Teil des Dorfes ausmachende Anteil zur Herrschaft Semil zugehörig war.

## Gemeindegliederung
Die Gemeinde Zlatá Olešnice besteht aus den Ortsteilen Lhotka, Návarov (Nawarow), Stanový (Stanow) und Zlatá Olešnice (Woleschnitz). Grundsiedlungseinheiten sind Lhotka, Stanový, Zlatá Olešnice Návarovská (Woleschnitz-Nawarower Anteil) und Zlatá Olešnice Semilská (Woleschnitz-Semiler Anteil). Zu Zlatá Olešnice gehört außerdem die Ortslage Počátky (Potschatek 2. Anteil).
Das Gemeindegebiet gliedert sich in die Katastralbezirke Lhotka u Zlaté Olešnice, Stanový, Zlatá Olešnice Návarovská und Zlatá Olešnice Semilská.

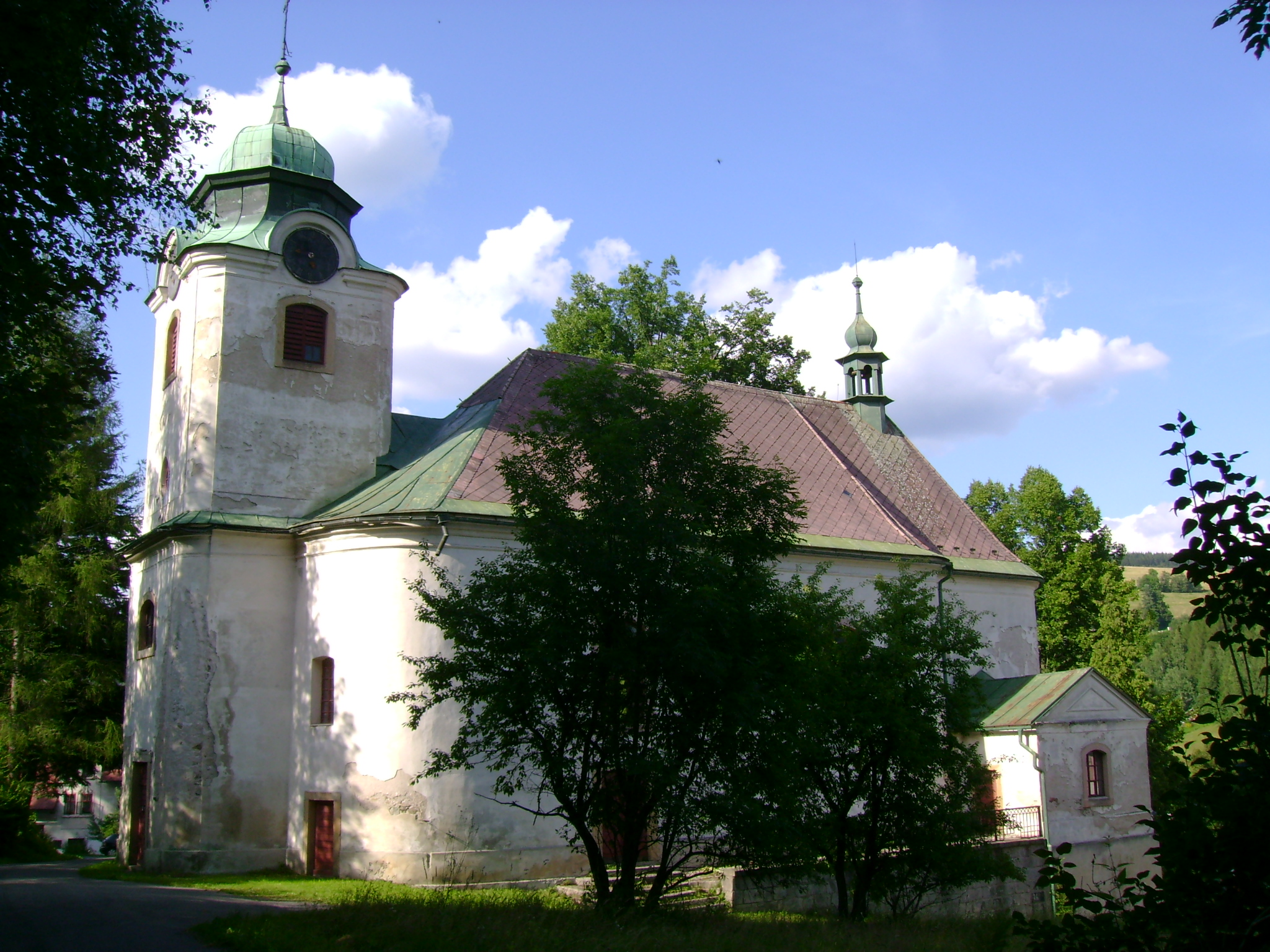
Kirche des Hl. Martin

## Sehenswürdigkeiten
- Ruine der Burg Návarov über dem Kamnitztal
- Barocke Kirche des Hl. Martin
- Statuengruppe Pieta

## Söhne und Töchter der Gemeinde
- Antal Stašek (1843–1931), tschechischer Schriftsteller und Vater von Ivan Olbracht, geboren in Stanový